# Siegfried Dombrowski
Siegfried Dombrowski (* 13. Oktober 1916; † 20. Juni 1977) war ein Offizier der Nationalen Volksarmee (NVA) in der Deutschen Demokratischen Republik sowie als Oberstleutnant zeitweise stellvertretender Stabschef der Verwaltung Aufklärung, des militärischen Nachrichtendienstes der NVA. Er lief 1958 in die Bundesrepublik Deutschland über.

## Leben

### Jugend
Dombrowski war nach eigenen Angaben seit 1920 Mitglied in einer kommunistischen Jugendorganisation (sein Bruder hat dies bestritten). Während der Zeit des Nationalsozialismus war er in verschiedenen Haftanstalten und Konzentrationslagern, zuletzt im KZ Majdanek, inhaftiert. Ende 1944 wurde er dort von der Roten Armee befreit. Von 1946 bis 1950 war er als Funktionär der Sozialistischen Einheitspartei Deutschlands (SED) tätig. 1950 trat er in die Kasernierte Volkspolizei (KVP) ein und wurde 1956 nach Gründung der Nationalen Volksarmee als Oberstleutnant stellvertretender Stabschef der Verwaltung Aufklärung, des Nachrichtendienstes der NVA.
Seit Februar 1957 wurde er von der MfS-Spionageabwehr überwacht, da er sich über das Reiseverbot für Angehörige der KVP nach West-Berlin und in die Bundesrepublik Deutschland mehrfach hinwegsetzte. Aus diesem Grund wurde auch durch das MfS seine Ernennung als Operationschef der „Verwaltung 19“ abgelehnt, über die sich das Ministerium für Nationale Verteidigung aber hinwegsetzte. Daraufhin wurde am 14. Februar 1957 eine genauere Überprüfung durch MfS-Hauptmann Friedrich Busch (HA I/8, Sachgebiet Armeeaufklärung) veranlasst, um zu ergründen, mit welchen Personen Dombrowski verkehrte. Diese Überprüfung umfasste vier Punkte. Hierzu wurde er, seit Oktober 1951 auch als Geheimer Informant „Rebell“ geführt, aber aufgrund seiner Position nicht aktiv, als erstes zu einem Treff einbestellt und musste eine Aufstellung seiner Verwandten, Freunde und Bekannten anfertigen. Weiterhin wurden über einstige Weggefährten Erkundigungen zum Aufenthalt des Oberstleutnants in der Sowjetunion eingeholt. Hierbei ergaben sich Unstimmigkeiten, da er in seiner Biografie angab, nach seiner Befreiung aus dem KZ Majdanek zunächst in Saporischschja zur Erholung und bis August 1945 im „Objekt VII“, einer KPD-Schule in der Nähe von Moskau, gewesen zu sein. Weiterhin wurde in seinem Wohngebiet und unter seinen Angehörigen konspirativ gegen ihn ermittelt. Das Misstrauen des MfS wuchs weiter, als der Oberleutnant Alexander Karin an Karl Linke meldet, dass Dombrowskis Frau gegenüber der Ehefrau von Karin von einem geplanten Objekt der „Verwaltung 19“ plauderte. Linke wurde daraufhin durch das MfS zum Stillschweigen verpflichtet, mit der Begründung „da bei uns gegen D. noch ungeklärte Momente registriert sind“.
Während eines anschließenden Urlaubs der Familie Dombrowski wurde deren Wohnung durchsucht und weitere konspirative Untersuchungen im Umfeld vollzogen. Mitarbeiter einer Sprachschule in Karl-Marx-Stadt berichteten hierbei, dass Dombrowski ihnen gut dotierte Anstellungen in einer Dechiffrierabteilung bei Bernau versprochen habe. Auch dem Kommandeur des Pionierregiments in Klietz soll er den wahren Charakter der Aufklärerschule verraten haben. Weiterhin ermittelte Busch bei Frau Karin, dass Frau Dombrowski einige geheime Informationen über die innerdeutsche Grenze kenne. Daraufhin wurde Ende 1957 durch das MfS ein Operativplan aufgestellt, der diese Sache abschließen sollte, da Dombrowski für das MfS als unzuverlässig, geschwätzig und unehrlich galt. So soll er sich in seiner ersten Ehe unmoralisch verhalten und Kontakte zu Personen gehabt haben, die unter Spionageverdacht standen. Es wurde eine strikte Postkontrolle verhängt und die konspirativen Ermittlungen auf Verwandte und Bekannte in Selchow, Mahlow, Kolberg und Radegast erweitert. Auch ehemalige Mithäftlinge aus dem KZ wurden befragt und sein Chauffeur als Informant verpflichtet. Spätestens Ende Juli, Anfang August 1958 spürte Dombrowski, wie sich die Schlinge um seinen Hals zuzog, wovon allerdings das MfS nichts ahnte.
Wie Reinhard Gehlen in seinen Memoiren angab, war er seit 1956 als Agent des Bundesnachrichtendienstes (BND) und des US-amerikanischen Nachrichtendienstes CIA tätig.
Am 28. Juli 1958 ließ er sich vom Objektkommandanten die Schlüssel aushändigen und erkundigte sich, wann die Posten aufziehen würden. Am 2. August 1958 verschaffte er sich unter einem Vorwand die Zweitschlüssel für die Kassette mit dem „Operativgeld“ und entwendete daraus etwa 71.000 Mark.

### Flucht nach West-Berlin
In der Nacht vom 5. zum 6. August 1958 floh Dombrowski nach West-Berlin. Dort offenbarte er sich der United States Army Intelligence (USAI) und wurde in die USA ausgeflogen, wo er im CIA-Hauptquartier in Langley verhört wurde. Er wurde am 22. Januar 1959 auf einer Pressekonferenz in Bonn vorgestellt und durch Mitarbeiter der „Berlin Operating Base“ Handzettel mit Informationen von Dombrowski verteilt. Hintergrund dieser Pressekonferenz war unter anderem eine Forderung von Nikita Chruschtschow am 27. November 1958, West-Berlin innerhalb von sechs Monaten zu entmilitarisieren und zu einer freien Stadt zu erklären. Weiterhin warf er den West-Alliierten vor, West-Berlin als Spionagesumpf zu missbrauchen. Diese wollten nunmehr diese Attacke beantworten, indem sie in der Präsentation Dombrowskis nachzuweisen versuchten, dass die DDR und die Sowjetunion in Ost-Berlin den eigentlichen Spionageherd betrieben. Der Berliner Senator für Inneres gab außerdem eine Informationsbroschüre mit dem Titel „Östliche Untergrundarbeit gegen Westberlin“ heraus und wenig später erschien unter Federführung des BND eine Materialsammlung unter dem Titel „Ost-Berlin, Agitations- und Zersetzungszentrale für den Angriff gegen den Bestand und die verfassungsmäßige Ordnung der Bundesrepublik Deutschland und Operationsbasis der östlichen Spionagedienste“. Es wurden hierbei Aussagen von Dombrowski vermeldet, die von Spezialisten durch Informationen der CIA-Agentin Anna Kubiak angereichert wurden, um den Beweis zu erbringen, Ost-Berlin sei ein ostdeutscher und sowjetischer Spionagepfuhl.
Am gleichen Tag meldete die B.Z. auf ihrer ersten Seite „Nach West-Berlin übergelaufen, Spionagechef der Zonen-Armee“. Dort wurde auch das Ende der Karriere seines ehemaligen Chefs Karl Linke verkündet, der schon seit Sommer 1957 nicht mehr im Amt war.

### Ermittlungen in der DDR
Die bereits am 7. August 1958 eingesetzten Vernehmungen und Untersuchungen des MfS hatten ergeben, was Dombrowski tatsächlich hätte verraten können. Dombrowski kannte die gesamten Interna der „Verwaltung 19“, soweit sie nicht direkt bezirkliche Außenstellen des MfS betrafen. Busch kam zu dem Schluss, dass Dombrowskis Kenntnisse über die Personalpolitik des NVA-Nachrichtendienstes, über deren Telefonanschlüsse und den gesamten Dienstbetrieb umfangreicher als die des Chefs der Verwaltung gewesen waren und schlug umfängliche Sicherheitsmaßnahmen vor. Noch am gleichen Tag wurde die „Verwaltung 19“ in „Verwaltung 12“ umbenannt, Hausausweise getauscht, Telefonanschlüsse gewechselt und die Außenstellen in Schwerin, Magdeburg, Erfurt und Leipzig zogen um. Allerdings wurde erst zu diesem Zeitpunkt dem MfS bekannt, dass die Wände zwischen den Dienstzimmern von Dombrowski und dem damaligen NVA-Spionagechef Erich Rippberger so dünn waren, dass man jedes Wort nebenan verstand. Da Rippberger aber nichts von Konspiration hielt, nannte er Quellen in der Bundesrepublik beim Klarnamen. Das hätte Dombrowski durchaus hören können. Hierzu wurde Rippberger am 8. August 1958 mehr als zwölf Stunden verhört und mit einem strengen Verweis bestraft. Weiterhin wurde danach sein Telefonanschluss überwacht. Der gegen Dombrowski eingesetzte operative Vorgang „Nebelkrähe“ stellte insgesamt fest, dass er zu viel wusste.
In einem Punkt hatte schon 1959 das MfS Entwarnung gegeben, denn in Bezug auf eine Zusammenarbeit mit einer „fremden Macht“ wurden keine Anhaltspunkte gefunden.

### Liquidierungsversuche durch die Staatssicherheit
Ab Ende 1958 sollte Dombrowskis Aufenthaltsort ermittelt und eine Überwachung veranlasst werden. Hierzu wurde unter anderem sein Neffe, der bereits seit 1955 in der Bundesrepublik lebte, eingebunden, zumal dieser bereits als Geheimer Informant „Hans“ für das MfS tätig war. Er wurde benötigt, um den neuen Aufenthaltsort Dombrowskis festzustellen und die Möglichkeiten einer Ermordung oder Entführung in die DDR zu erkunden. Mehrere Entführungs- und Liquidationsversuche waren nicht erfolgreich. Nachdem das MfS in der zweiten Oktoberhälfte 1958 den Aufenthaltsort im rheinländischen Moers durch den Absender auf einer an Dombrowskis Bruder Kurt verschickten Karte kannte, plante man unter anderem sowohl den Bruder als auch einen weiteren Mitarbeiter dorthin zu schicken, um den Wohnort näher zu erkunden. Der Operativvorgang „Nebelkrähe“ sah dabei vor: „1. Die Rückführung Dombrowskis auf das Territorium der DDR mit dem Ziel seiner Aburteilung. Oder 2. Die Liquidierung des Dombrowski an seinem Aufenthaltsort unter der Bedingung, dass ein solches Ereignis von der Presse aufgefangen und publiziert werden kann“. Hierzu machte Richard Busch alias IM „Wald“, ein Bruder von Gerda Dombrowski, der in Stralsund lebte, im Juni 1959 eine „Urlaubsreise“ nach Moers, die jedoch ergebnislos verlief.

### Tätigkeit für die CIA
Im September 1958 hatte sein ehemaliger Kollege Hauptmann Heinz Hoffmann in seiner Dienststelle einen handgeschriebenen Brief gefunden, in dem sich auch ein West-Berliner Personalausweis mit Hoffmanns Foto befand. Er versuchte Dombrowski zu erpressen, indem er behauptete, dieser hätte eine Tasche „liegen“ lassen, in der sich Unterlagen zu Informationen über Atomforschungen befanden und das davon Fotos existierten. Als dieser sich daraufhin nicht in West-Berlin meldete, kam wenig später ein zweiter Brief, der die Abschrift eines Briefes an das MfS enthielt. Hoffmann übergab diese Briefe an das MfS und wurde vorsorglich nach Rostock versetzt.

### Weitere Abwerbeversuche
Dombrowski und die CIA wollten weitere Offiziere der NVA-Spionageabteilung abwerben. Einem Oberleutnant Poppig schickte man per Kurier einen Brief, in dem ihm die Bereitstellung von Medikamenten für sein krankes Kind in Aussicht gestellt wurde, wenn er in den Westen käme. Poppig machte Meldung und die Offerte wurde durch einen Abteilungsleiter an das MfS weitergeleitet.
Mit einem Drohbrief sollte auch der ehemalige Chef der Kaderabteilung Oberstleutnant Schicht zur Fahnenflucht veranlasst werden. Dieser war zwar seit 1. Februar 1959 in die Reserve versetzt worden, was Dombrowski wohl nicht wusste, aber er kannte wie kein anderer die Stärken und Schwächen des NVA-Spionagepersonals. Dieser meldete diesen Brief zwar auch, aber das MfS war sich nicht sicher, ob nicht weitere Offerten erfolgt waren, von denen sie nichts wussten.

### Wiederauftauchen
Ende 1959 erfuhr die Spionageabwehr in der Hauptabteilung II/4 des MfS durch ihren West-Berliner Agenten „Lenz“, einem ehemaligen Nachbarn der Dombrowskis in der DDR und bekannt bzw. befreundet mit diesen seit 1953, dass Gerda Dombrowski ihm mehrfach geschrieben habe. Unter anderem teilte sie mit, dass sie mit ihrem Mann ein halbes Jahr in Amerika gewesen, nun aber wieder in Deutschland sei und eine Wohnung suche. Als Absender war Dürnbach Post Gmund am Tegernsee angegeben. Im April und Juni 1960 kamen bei „Lenz“ weitere Briefe mit dem gleichen Absender, aber mit dem Namen Hirsch gezeichnet, an. Daraufhin wurde ein Mitarbeiter der HA II mit Decknamen „Hausmann“ nach Tegernsee geschickt, der Fotos und einen Schmalfilm lieferte, auf dem das Ehepaar Dombrowski identifiziert werden konnte. Weiterhin meldete er, dass Dombrowski wahrscheinlich Mitarbeiter der US-Amerikaner in München oder Bad Tölz sei und auch zu Hause arbeitete. Der Verdacht, er sei bei der CIA angestellt, erhärtete sich und wurde durch Beobachtungen bestätigt.

### Ende der Überwachung
Bis 1976 wurden zu Dombrowski 37 Meldungen und Berichte nach Berlin verschickt. Am 7. August 1977 fiel den Postkontrolleuren ein Brief von Gerda Dombrowski in die Hände, in dem sie schrieb, ihr Mann sei kürzlich verstorben. Ein weiterer Brief vom 24. August 1977 bestätigte, dass Dombrowski am 20. Juni bei einem Reifenwechsel auf der Bundesautobahn 9, zwischen Nürnberg und Ingolstadt, einen tödlichen Herzinfarkt erlitt. Nachdem diese Informationen gründlich geprüft wurden, schloss das MfS den inzwischen „Doppelgänger“ genannten operativen Vorgang (OV) Dombrowski am 15. Juni 1978 ab. Gerda Dombrowski wurde mangels Interesse an ihrer Person nicht länger überwacht. Abschließend legte am 22. August 1978 das Ost-Berliner Stadtbezirksgericht Köpenick den Haftbefehl der 1. Militärstrafkammer des Militärgerichts Berlin zu den Akten.

### Folgen
Der CIA-Deutschlandexperte George Kisevalter meinte dazu, dass Dombrowski nicht viel wissen konnte, da er nur für Verwaltungsaufgaben zuständig war. Der ehemalige GRU-Oberstleutnant Pjotr Semjonowitsch Popow, der als Doppelagent auch für die CIA arbeitete, äußerte sich gegenüber seinem Führungsoffizier: „Der Mann hat vielleicht nicht an Operationen teilgenommen, aber an Sitzungen, und er weiß natürlich über das Personal im deutschen Geheimdienst bestens Bescheid.“ Nach unbelegten Informationen des BND sollen im Februar 1959 zwei Oberste und 67 weitere Angehörige des NVA-Nachrichtendienstes durch das MfS in Untersuchungshaft genommen worden sein. Etwa 200 Offiziere und Soldaten der Armeeaufklärung seien entlassen worden und deren Zentrale in Ost-Berlin brauchte angeblich fünf Jahre, um in der Bundesrepublik wieder aktiv agieren zu können.
Der damalige DDR-Verteidigungsminister Willi Stoph kritisierte die Verantwortlichen innerhalb der NVA und dessen Nachrichtendienstes, denen er umfangreiche politische Versäumnisse vorwarf.